# 율법폐기론
율법폐기론(영어: Anitinomianism)은 율법주의(Legalism)의 정반대 되는 이단사상으로 구원받은 자가 구약에 나오는 도덕법 즉, 십계명을 지키지 않아도 된다는 가르침이다. 하이퍼-칼뱅주의에서 발견되는 가르침으로 성화의 과정, 즉 칭의만으로 구원을 얻는 데 전혀 문제가 되지 않는다는 사상이다. 리차드 백스터와 같은 청교도들은 이런 사상에 대해 많은 경각심을 갖도록 가르쳤으며, 칼빈의 경건이나 웨슬리의 성화론은 이런 사상에 대해 경계할 것을 말한다.
포스트모더니즘은 강력한 율법폐기론적이다. 그 이유는 사람들이 실수하는 것이 인정 또는 용납되기 때문이다. 그래서, 죄가 거의 언급되지 않고, 하나님 앞에 죄를 짓는다는 표현이 잘 사용되지 않는다.

## 같이 보기
- 존 이튼
- 토비아스 크리스프

## 참고 서적
- Blown by the Spirit: Puritanism and the Emergence of an Antinomian Underground in Pre-Civil-War England ( David R. Como Kindle Ed.)